# Chemillé-sur-Indrois
Chemillé-sur-Indrois är en kommun i departementet Indre-et-Loire i regionen Centre-Val de Loire i de centrala delarna av Frankrike. Kommunen ligger i kantonen Montrésor som tillhör arrondissementet Loches. År 2022 hade Chemillé-sur-Indrois 230 invånare.

## Befolkningsutveckling
Antalet invånare i kommunen Chemillé-sur-Indrois
Referens:INSEE